# Cubryna
Cubryna (niem. Fichtentalspitze, słow. Čubrina, węg. Csubrina) – szczyt o wysokości 2376 m w głównej grani Tatr. Wznosi się w niej pomiędzy Hińczową Przełęczą (2320 m) oddzielającą go od Mięguszowieckiego Szczytu Wielkiego i Przełączką pod Zadnim Mnichem (2131 m) oddzielającą go od Zadniego Mnicha. Jest jednym z najwyższych szczytów w Polsce (szósty co do wysokości).

## Topografia
Od głównego szczytu Cubryny w kierunku południowo-zachodnim (teren Słowacji), odchodzi boczna grań (długości ok. 10 km), która kończy się Krywaniem (tzw. główna grań odnogi Krywania). W tej grani, najbliżej szczytu Cubryny, znajduje się Cubryńska Przełączka (Čubrinská štrbina). Grań północno-zachodnia obrywa się ku Przełączce pod Zadnim Mnichem około 40-metrowej wysokości uskokiem. W topo dróg wspinaczkowych w górnej części tej grani Grzegorz Głazek wyróżnia następujące obiekty: Ramię Cubryny (2270 m), Niżni Cubryński Karbik (2268 m, opada z niego Prawy Zachód Abgarowicza), Cubryński Grzebyk (do 2293 m), Cubryński Karbik (2288 m), Cubryński Słup (2360 m) i Wrótka za Słupem (2357 m). W grani wschodniej znajdują się, w kolejności od Hińczowej Przełęczy: Cubryński Ząb (2357 m), Cubryński Zwornik (2366 m) oraz Cubryńska Szczerbina (2361 m). Od Cubryńskiego Zwornika odchodzi grań północna (północny filar) z kulminacją Cubryńskiej Strażnicy (2332 m), która bywa uważana za najwyższy szczyt znajdujący się w całości w Polsce. Cubryńska Strażnica jest zwornikiem; na zachód odgałęzia się od niej grańka, która poprzez turnię Żelazko biegnie do Mnichowej Kopy. Główny ciąg północnej grani natomiast biegnie do Turni Zwornikowej.
W kierunku Morskiego Oka z Cubryny schodzą cztery pochyłe i piarżyste tarasy o urwistych brzegach:
- poniżej Hińczowej Przełęczy – Wielka Galeria Cubryńska, położona na wysokości ok. 2080–2200 m,
- powyżej Mnichowego Żlebu – Mała Galeria Cubryńska, położona na wysokości ok. 1990–2030 m,
- nieco wyżej – Zadnia Galeria Cubryńska (2080–2150 m), która jest jednocześnie najwyższym piętrem Doliny za Mnichem[3],
- Niżnia Galeria Cubryńska (poniżej Wielkiej Galerii)[2].

## Opis szczytu
Wierzchołek Cubryny jest mocno „postrzępiony”, stąd dawna nazwa szczytu Cubryna, Czubryna lub Czubrzyna (od słowa czupryna). Przez jakiś czas używano formy Czubryna i Czupryna, nie przyjęły się jednak, taternicy woleli ludową nazwę Cubryna.
Cubryna jest punktem europejskiego działu wód i miejscem styku trzech krain: Podhala, Liptowa i Spiszu. U podnóża grzbietów górskich zbiegających się na Cubrynie leżą trzy doliny tatrzańskie: Rybiego Potoku, Mięguszowiecka (Mengusovská dolina) i Ciemnosmreczyńska (Temnosmrečinská dolina) stanowiąca najwyższe piętro Doliny Koprowej (Kôprová dolina).
Z rzadkich gatunków roślin stwierdzono występowanie m.in. mietlicy alpejskiej, skalnicy odgiętolistnej, bylicy skalnej, ukwapu karpackiego i warzuchy tatrzańskiej. Są to gatunki, które w Polsce występują tylko w Tatrach i to w niewielu tylko miejscach.
Poniżej Małej Galerii Cubryńskiej znajdują się trzy jaskinie: Cubryńska Dziura I, Cubryńska Dziura II i Cubryńska Dziura III.

## Taternictwo
Pierwsze wejście na szczyt:
- latem – Karol Potkański oraz przewodnicy tatrzańscy Kazimierz Bednarz, Jan Fedra, 6 września 1884 r.,
- zimą – István Laufer, E. Maurer, 24 marca 1913 r.

Na Cubrynę nie prowadzi żaden szlak turystyczny, wchodzą na nią jednak taternicy. Najłatwiejsza droga na Cubrynę nie przedstawia dużych trudności technicznych, ale jest nieco zawikłana. Ponieważ nie prowadzą na nią szlaki turystyczne, wymagana jest dobra znajomość topografii i orientacja w terenie. Taternicy częściej wspinają się na Cubrynie zimą, niż latem. Poważnym problemem jest bezpieczne schodzenie z wierzchołka w warunkach zagrożenia lawinowego. Schodzenie przez Wielką i Małą Galerię Cubryńską jest wówczas niebezpieczne. Według Władysława Cywińskiego bezpieczniejsze jest schodzenie zachodnią granią i zjazd na Przełączkę pod Zadnim Mnichem, a najlepiej – cztery zjazdy na Zadnią Galerię Cubryńską i powrót Doliną za Mnichem.

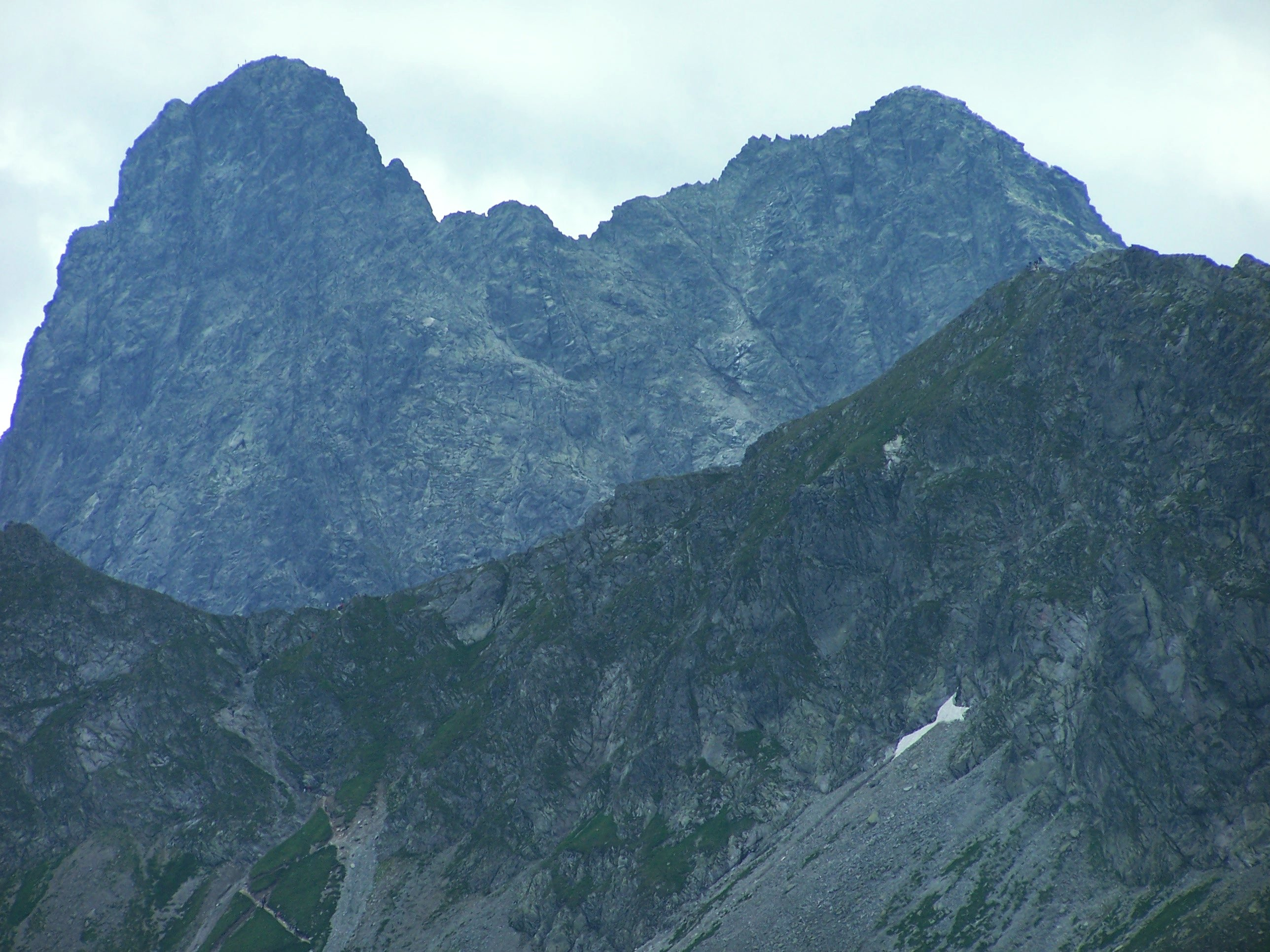
U góry: Mięguszowiecki Szczyt Wielki i Cubryna (po prawej)
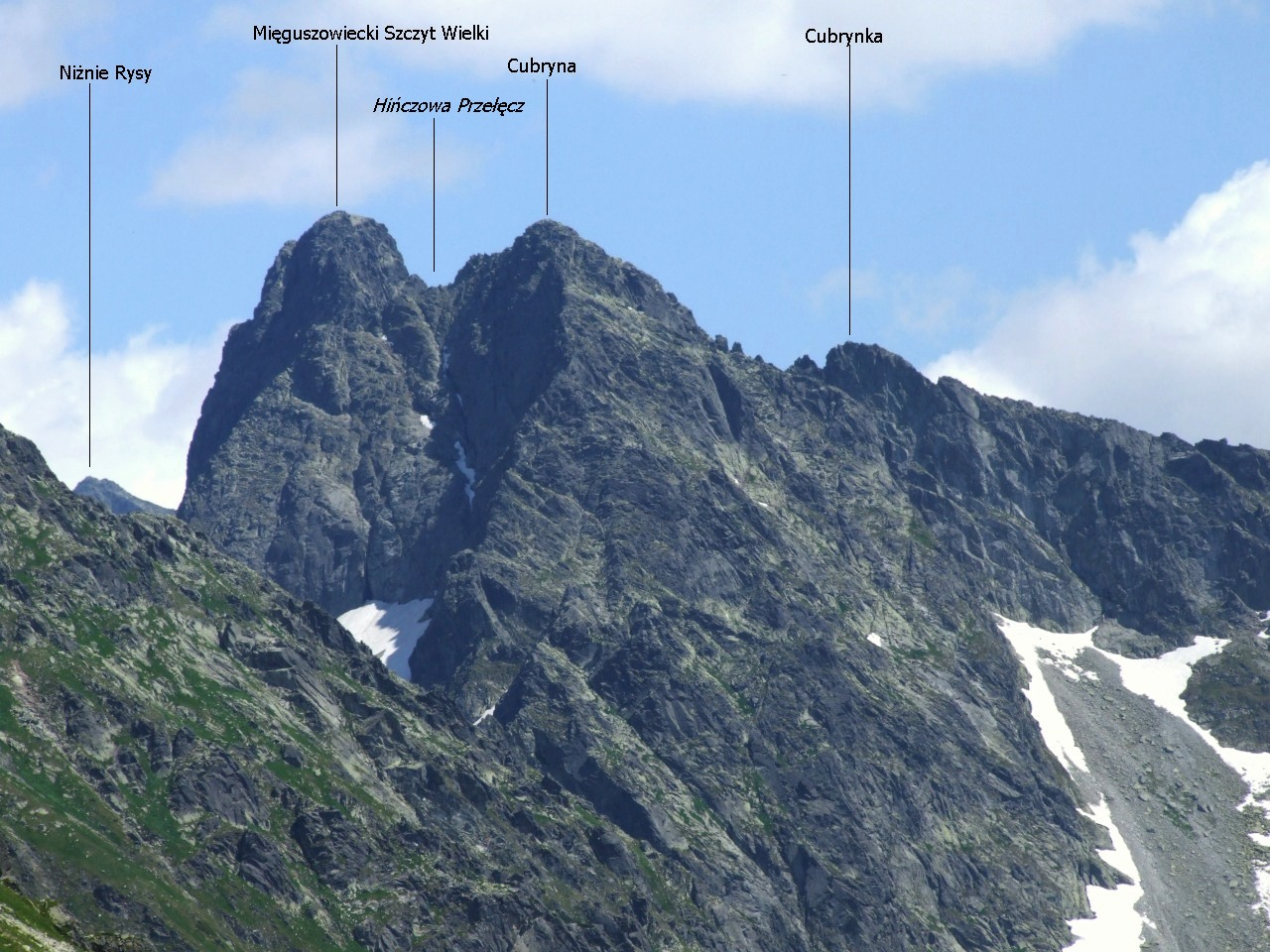
Widok z Zaworów
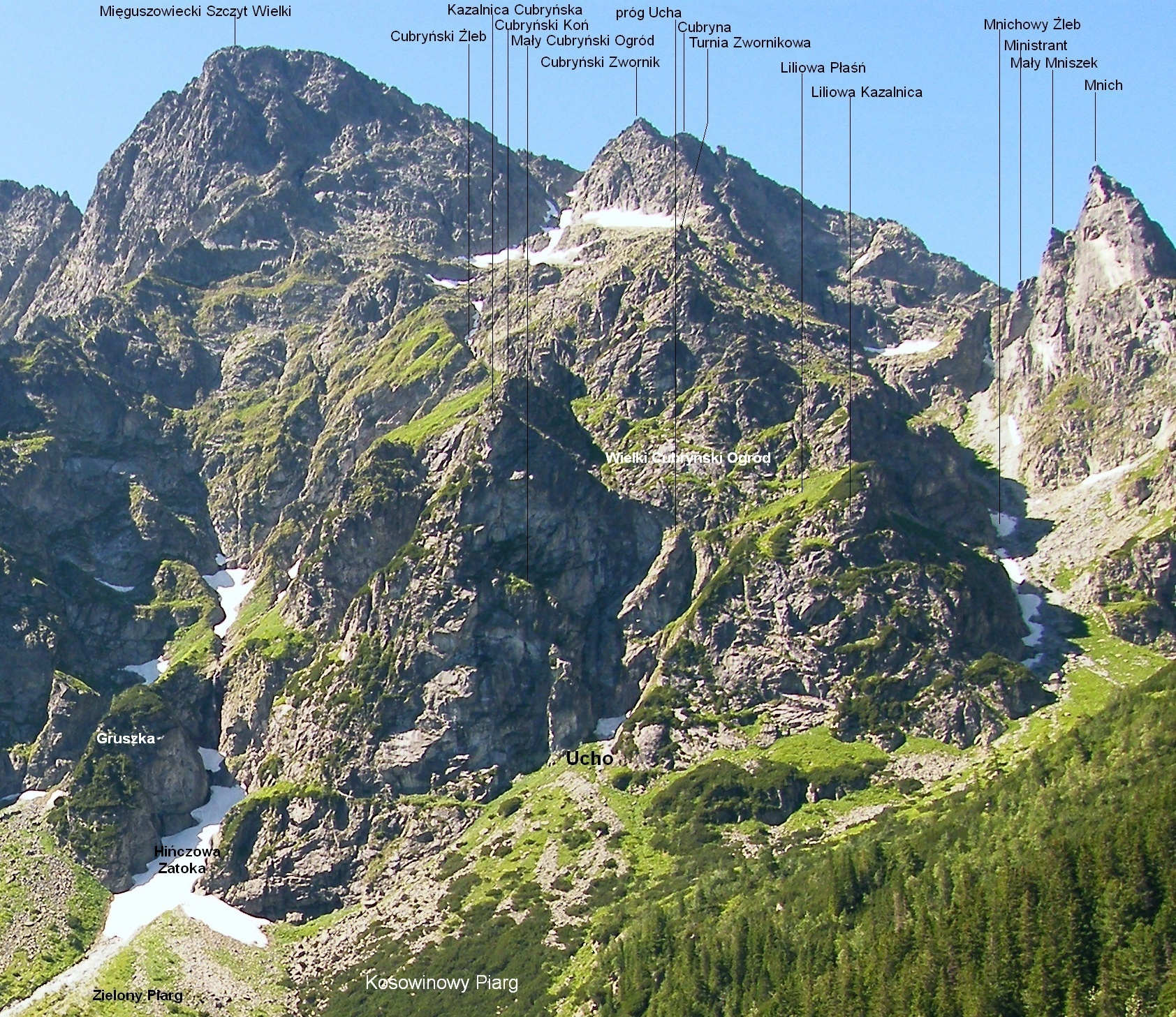
Opisany masyw Cubryny
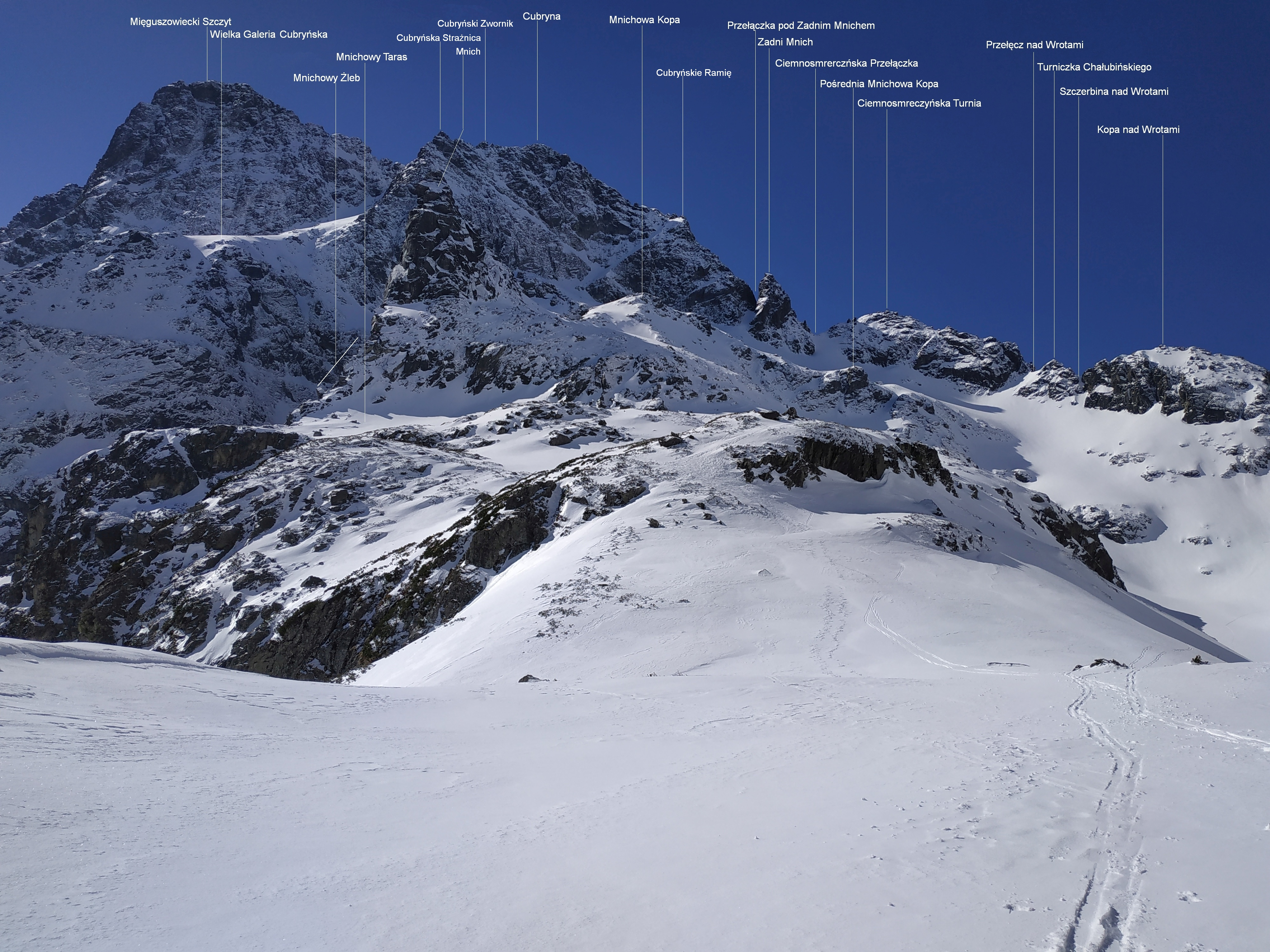
Mięguszowiecki Szczyt Wielki i Cubryna od północnego zachodu
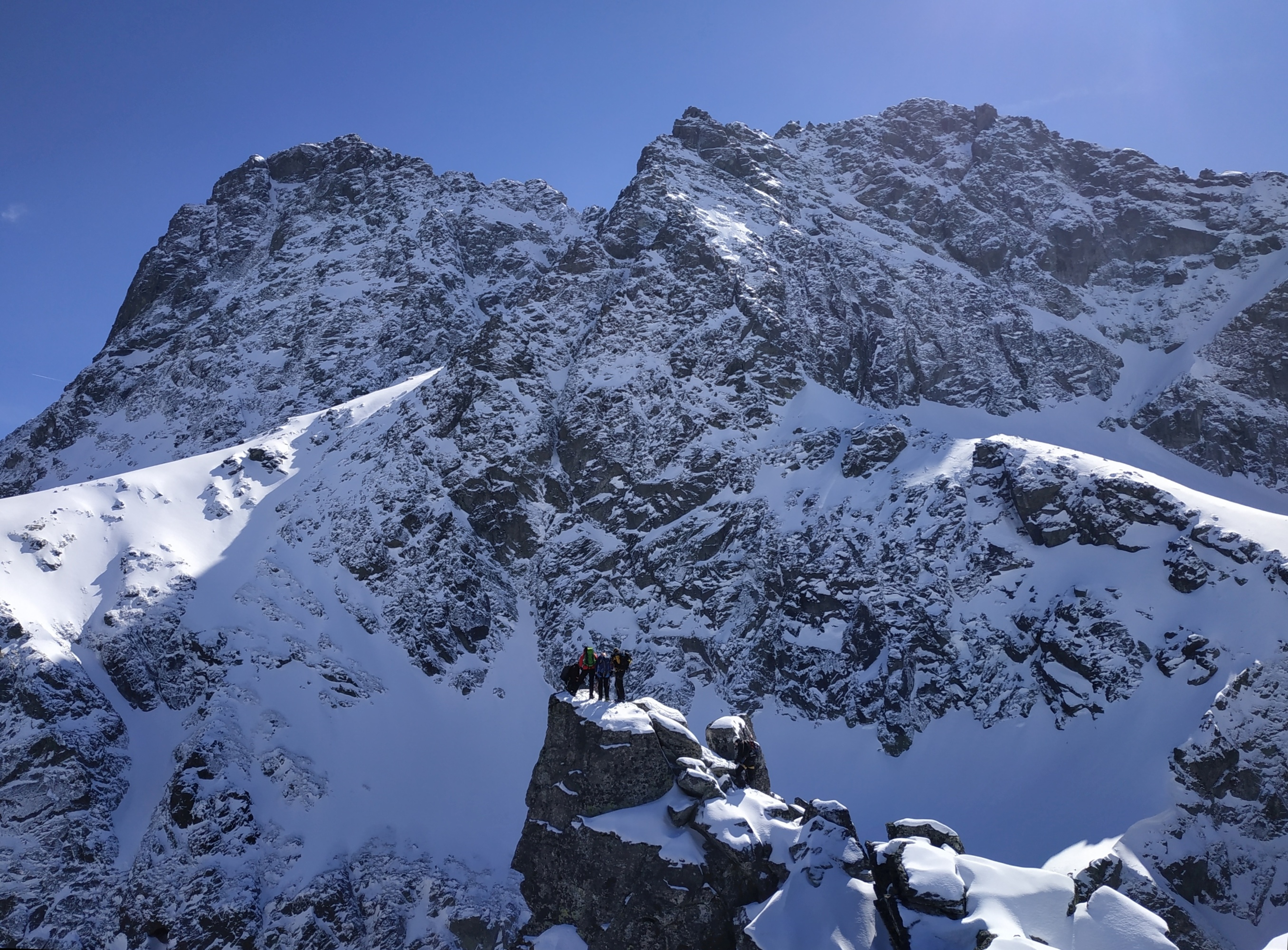
Mnich, Mięguszowiecki Szczyt i Cubryna
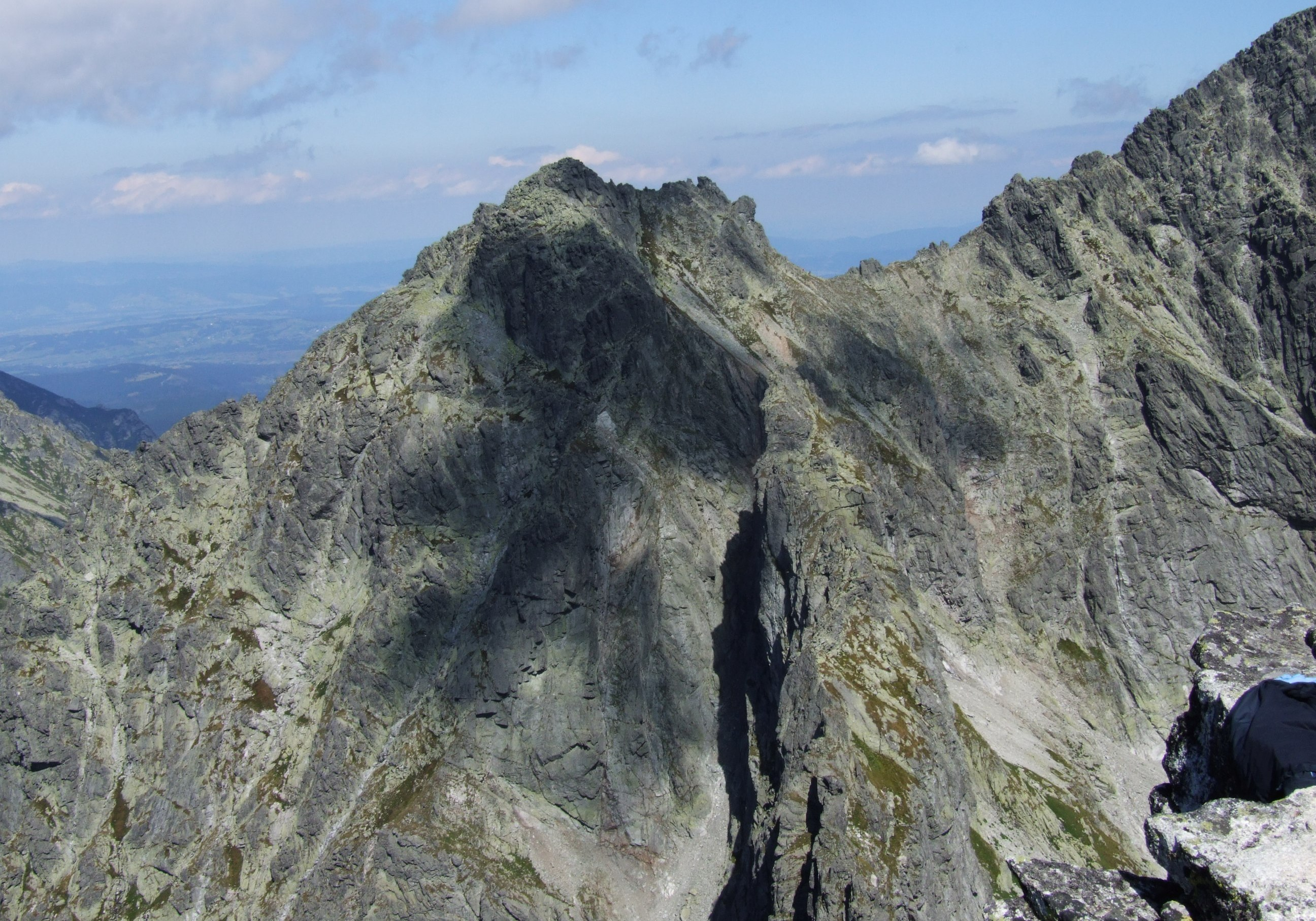
Widok na Cubrynę z Koprowego Wierchu